# Boulevard du Fort-de-Vaux
Le boulevard du Fort-de-Vaux est une voie du 17e arrondissement de Paris, en France.

## Situation et accès
Le boulevard du Fort-de-Vaux est une voie publique situé dans le 17e arrondissement de Paris. Il débute boulevard de Douaumont et se termine au 36, avenue de la Porte-d'Asnières. Il se prolonge par le boulevard de Reims.

## Origine du nom

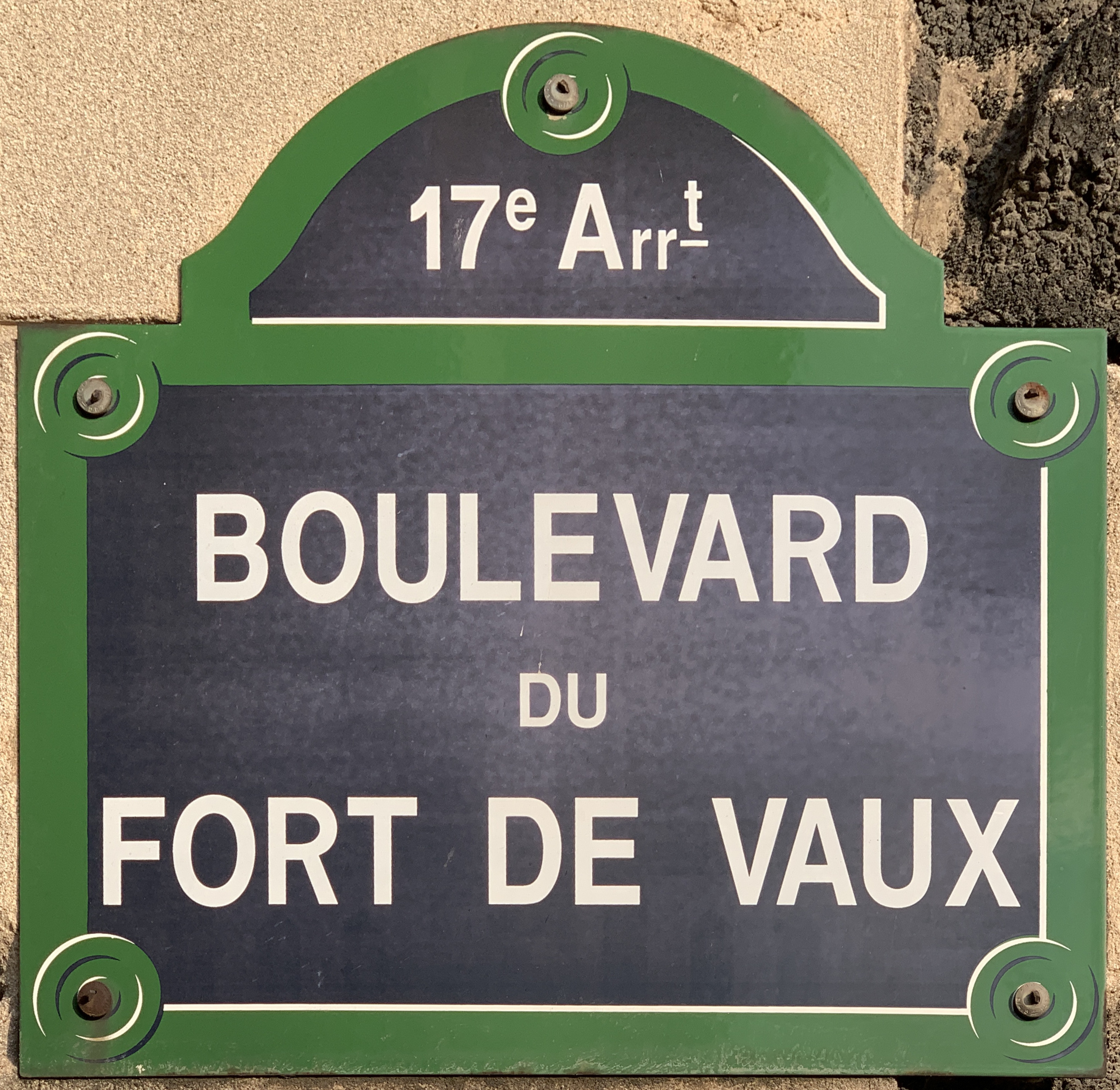
Plaque du boulevard.

Ce boulevard porte ce nom en souvenir des combats et de la défense héroïque du fort de Vaux dans le secteur de Verdun, durant la Première Guerre mondiale.

## Historique
C'est un tronçon de la route départementale no 11, dite « de la Révolte », créée vers 1750 sur l'emplacement d'un ancien chemin conduisant à Saint-Denis.
Initialement située sur le territoire de Levallois-Perret, annexé à Paris par décret du 27 juillet 1930, elle prend sa dénomination actuelle par arrêté du 21 avril 1931.

## Bâtiments remarquables et lieux de mémoire
- No 22 : Institut supérieur du commerce de Paris.